# پل جونقان
پل جونقان مربوط به دوره قاجار است و در شهرستان فارسان، بخش مرکزی، ۲ کیلومتری غرب شهر جونقان واقع شده و این اثر در تاریخ ۷ خرداد ۱۳۸۷ با شمارهٔ ثبت ۲۲۹۶۲ به‌عنوان یکی از آثار ملی ایران به ثبت رسیده است.